# 疾病地理學
疾病地理學指以空間觀點研究疾病的分布、起源地的環境及其擴散路徑的學問，是人文地理學的分科，亦是醫學、公共衛生學與地理學的重疊部分。

## 研究範疇
1. 地表現象與疾病的空間分布。
2. 疾病的擴散過程與環境的關係已了解其擴散源、擴散原因及擴散速度。
3. 透過地理資訊系統(簡稱：GIS)呈現與分析，並預測未來的可能發展趨勢。

## 疾病的種類

### 世界衛生組織
- 傳染病:因生物性病原體引起的疾病，如登革熱、血吸蟲病、鼠疫等等。通常以開發中國家為主。
- 非傳染病：受個人生活習慣或先天遺傳影響，如心臟病、糖尿病、癌症等等。

### 地方病
- 自然環境影響

1. 血吸蟲病：盛行於東南亞地區及西太平洋地區，水體孳生的幼蟲進入人體引起。
2. 烏腳病：早期台灣西南沿海一帶最典型的地方病，因居民長期飲用含砷的地下水所導致。

- 人文環境影響：綠色革命與工業革命

1. 水俁病：發現於日本熊本縣的水俁市，因居民捕食遭廢棄汞污染的海洋生物，導致的汞中毒引起。
2. 矽肺病：煤礦工人長期吸入煤塵所引起。

### 致病因素
- 生物性：分布具有地方性，與某些生物的生長環境限制有關。

1. 恙蟲病：主要分布於鄉村。
2. 肺吸蟲病：人類捕食肺吸蟲的中間宿主所導致的疾病。

- 化學性：受化學因素所引起的疾病，無傳染問題。

1. 烏腳病。
2. 矽肺病。
3. 甲狀腺腫。

- 物理性：受濕度、氣溫及氣壓等物理環境因素所影響的疾病。

1. 高山症：因氣壓低及含氧量低導致的嚴重身體不適，南美洲安地斯山脈的居民會嚼食古柯葉來減緩不適。
2. 雪盲症：由於雪地的反照率極高導致視網膜受到刺激而引起的暫時性失明。

## 疾病的擴散

### 擴散強度
- 近鄰效應：距離擴散源愈近，因接觸密度愈大，導致擴散強度愈強。
- 都市化：都會區因人口密度高，導致疾病的接觸密度高，而使強度愈強。

### 阻礙效果
- 定義：疾病擴散遭遇阻礙而停滯的現象。
- 阻礙物

1. 自然環境：山脈、河川、海洋、沙漠。
2. 人文環境：國界、宗教。

- 因交通革新導致近代的疾病阻礙效果逐漸降低。

### 擴散類型
- 擴張型擴散：由病原地向四周呈漣漪式擴散，強度隨距離減弱，如流行性感冒。
- 位移型擴散：疾病流行時遭遇阻礙效果，故疫區位置採不相鄰更動，即新舊疫區隔了一段距離。
- 混合型擴散：或稱綜合型擴散，最常見的擴散方式，為擴張型與位移型的綜合，新舊疫區部分重疊，使疾病擴散速度更快，如第二次世界大戰期間的霍亂。
- 階層型擴散：疾病隨著都市等級擴散，因時空收斂導致大都市間來往密集，使得疾病易從大都市開始擴散，如SARS、愛滋病。